# Ardelt-Getriebe
Das Ardelt-Getriebe war ein kompaktes vollautomatisches Schaltgetriebe, welches von den Ardelt-Werken entwickelt wurde und besonders im Kranbau zur stufenlosen Steuerung verschiedener Geschwindigkeitsstufen verwendet wurde. Außerdem war es bei einigen Anwendungen im Fahrzeugbau verwendet. Bekannte Vertreter sind die Ardelt-Lokomotiven und der Triebwagen T 4 der Niederbarnimer Eisenbahn (NEB T 4).

## Aufbau
Die Wirkungsweise des Ardelt-Getriebes war zu seiner Entstehungszeit ein  Fortschritt im Vergleich zu herkömmlichen mechanischen Getrieben. Seine Wirkungsweise beruhte auf einer kraftschlüssigen Verbindung über mehrere Kupplungslamellen, die mit Druckluftzylindern ein- bzw. wieder getrennt wurden und mit einem Freilauf vor Fehlbewegungen geschützt war.
In der beiliegenden Skizze ist die Wirkungsweise der Freilaufkupplung für eine Geschwindigkeitsstufe dargestellt. Auf der Welle a ist der innere Lamellenträger b auf einem Abschnitt mit Keilwelle aufgesetzt. Er trägt auf seiner Nabe eine verschiebbare Einrückscheibe c. Auf dem Lamellenträger b ist ferner der innere Lamellenträger mit den Lamellen e angeordnet. Der äußere Lamellenträger f trägt die äußeren Lamellen g und ist in der Nabe als Mutter ausgebildet. Sie sitzt auf einem Schraubengewinde h, welches mit dem Zahnrad eines Ganges i fest verbunden ist. In der Skizze findet keine Kraftübertragung statt. Werden aber über die Einrückscheibe c die Lamellen des inneren Lamellenträgers b gegen die Lamellen des äußeren LamellentrÄgers f gedrückt, wird über den Kraftschluss zwischen den Lamellen e und g das Drehmoment des Antriebes über das Gewinde h auf das Zahnrad i übertragen. Das Schraubengewinde h ist mit einem mehrgängigen Flachgewinde versehen. Der äußere Lamellenträger f stützt sich außerdem mit einer Feder gegen das Zahnrad i ab, so dass bei einer geringsten Verschiebung der Lamellen sofort der Kraftschluss eintritt. Im Zahnrad i befindet sich der Freilauf, der bei Bergabwärtsfahrt des Wagens die Kraftübertragung unterbricht. Sollte mit dem Motor gebremst werden, kann der Freilauf gesperrt werden.
Das Getriebe wurde nach den Standards des Getriebebaus gefertigt; die Zahnräder und Wellen wurden aus Chromnickelstahl hergestellt, die schrägverzahnten Antriebsräder waren gehärtet und geschliffen. Die Lamellen bestanden aus hochwertigem Spezialstahl, sie waren gehärtet, geschliffen und angelassen. Seitens der Beschreibung soll der Verschleiß fast null gewesen sein.

## Charakteristik

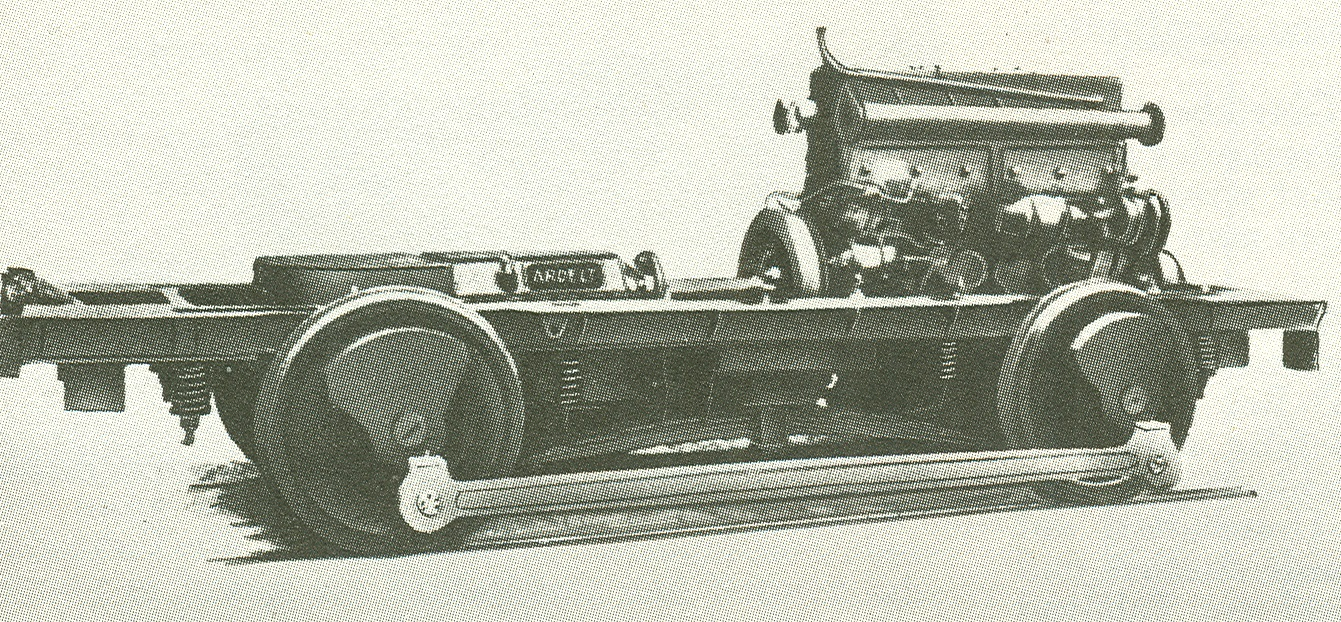
Ansicht des Triebdrehgestelles des NBE T 3 mit einem Ardelt-Getriebe

Der Vorteil des Getriebes war, dass einerseits die Hauptkupplung eingespart werden konnte und der Kraftschluss auf vier Elemente anstatt auf eins verteilt war. Andererseits war bei dem Schalten keine wesentlichen Geschwindigkeitsminderung und keine Zugkraftunterbrechung zu bemerken, so dass Motor und Getriebe ständig in kraftschlüssiger Verbindung standen. Außerdem waren sämtliche zu schaltenden Zahnräder der Übersetzungsstufen ständig im Eingriff. 
Die Schaltung des Getriebes konnte entweder manuell oder automatisch erfolgen. Dafür besaß das Fahrzeug einen Ordnungsschalter für die Stellung manuell oder automatisch. Mit diesem Ordnungsschalter konnte auch das Wendegetriebe umgesteuert werden. Bei der Stellung manuell wurde die Gangschaltung analog der Fahrschalterstellung durchgeführt. Bei Änderung des Fahrschalters wurde elektrisch ein Schaltmotor auf den gewünschten Gang verdreht. Der Schaltvorgang wurde mit dem Kontakt-Tachometer überwacht, der den Ist-Zustand des Getriebes überwachte. Stimmten Motordrehzahl mit den Daten des Kontakt-Tachometers überein, zog ein Magnetventil an, und die betreffenden Gänge wurden pneumatisch verbunden oder geliftet. Durch diese Überwachung waren Fehlschaltungen ausgeschlossen und ein Schalten in einen anderen Gang war nicht möglich, wenn die Dieselmotordrehzahl der Gangstufe nicht entspricht. Hierdurch gab es eine gewünschte Sicherheit gegen Überlastung und übermäßige Abdrosselung des Motors.
Bei der vollautomatischen Schaltmöglichkeit musste der Lokführer den Ordnungsschalter auf Stellung A legen, die Schaltung des Getriebes wurde vollautomatisch in Abhängigkeit von der Geschwindigkeit und der Motorbelastung vorgenommen. Der Schaltvorgang für die vier Gänge wurde vom Kontakt-Tachometer bestimmt, vier Magnetventile steuerten daraufhin die Zylinder zur Steuerung der betreffenden Gänge nach den Signalen dieses Tachometers. Alle Zahnradpaare des mechanischen Getriebes waren ständig im Eingriff, der erforderliche Gang wurde über von diesen Magnetventilen gesteuerten Überholkupplungen eingelegt. Beim Schaltvorgang musste der Lokführer keine Handlungen des Schaltvorganges übernehmen und war nicht von der Streckenbeobachtung abgelenkt. Er musste die Hand nicht vom Bremsgriff oder dem Fahrschalter lösen. Der Fahrschalter war als Totmanneinrichtung ausgeführt. Beim Nichtdrücken konnte der Triebwagen nicht anfahren, beim Loslassen während der Fahrt wurde eine Zwangsbremsung eingeleitet. Die automatische Schaltung brachte gegenüber einer Schaltung von Hand eine wesentliche Zeiteinsparung.
Die Anordnung des Getriebes geschah beim NBE T 3 nach der beigelegten Skizze. Der Triebwagen wurde von einem Motor mit einer Leistung von 225 PS angetrieben. Dieser saß am vorderen Ende des Drehgestelles und trieb über das Ardelt-Getriebe die hintere Achse an. Der Antrieb der anderen Achse erfolgte über eine Treibstange. Der NEB T 4 wurde von zwei Motoren von je 150 PS angetrieben. Der Antrieb erfolgte jeweils auf die innere Achse der beiden Drehgestelle. Die Niederbarnimer Eisenbahn hatte für ihre Triebwagen ein vierstufiges Getriebe gewählt. Der NBE T 3 konnte eine Geschwindigkeit von 60 km/h in 60 s erreichen und legte bei dieser Beschleunigung 600 m Wegstrecke zurück. Das konnte von keinem anderen Triebwagen mit mechanischer Kraftübertragung und gleicher Leistung erreicht werden. Gegenüber Fahrzeugen gleicher Leistung mit Dieselelektrischem Antrieb konnte wirtschaftliche Überlegenheit durch Gewichts- und Brennstoffersparnis nachgewiesen werden.   
Außer den Triebwagen der Niederbarnimer Eisenbahn sind noch Rangierlokomotiven mit diesem Getriebe bekannt. Heute übernimmt das Differentialwandlergetriebe dieselbe Aufgabe unter Einsparung der vier Gänge und Kupplungslamellen.